# Cava di Purcarel
La cava di Pùrcarel è una depressione naturale di forma circolare, di circa 60 metri di diametro, presente nell'area boschiva del Lago di Bertignano, a Viverone (Biella), in Piemonte.

## Caratteristiche
A causa del terreno semi-argilloso tipico delle morene, la cava, da conca asciutta è soggetta saltuariamente a trasformarsi in stagno d'acqua piovana ed ospita alcune specie di anfibi, pur non possedendo né immissari, né emissari.

## Storia
Il toponimo originale è "Cassa del Purcarel", dove "Cassa" sta verosimilmente per nascondiglio, come dal francese "cache", mentre Pùrcarel è di origine ignota.
Il sito risulta di interesse archeologico. Fu sede di un presidio preistorico-palafitticolo, costituito da capanne poggianti su dodici ammassi di pietre, tuttora visibili sul bordo. 
Scavi archeologici portarono alla luce dei materiali ceramici, riferibili a due differenti epoche, il Neolitico (3500 a.C.) e la tarda Età del Bronzo (1500 a.C.). È di parere comune il collegamento con le due piroghe preistoriche, ritrovate nel vicino Lago di Bertignano, e custodite al Museo di Antichità di Torino.

Altri importanti resti archeologici si possono trovare presso il vicino Monte Orsetto e verso l'area boschiva di frazione Peverano di Roppolo.

## Galleria d'immagini

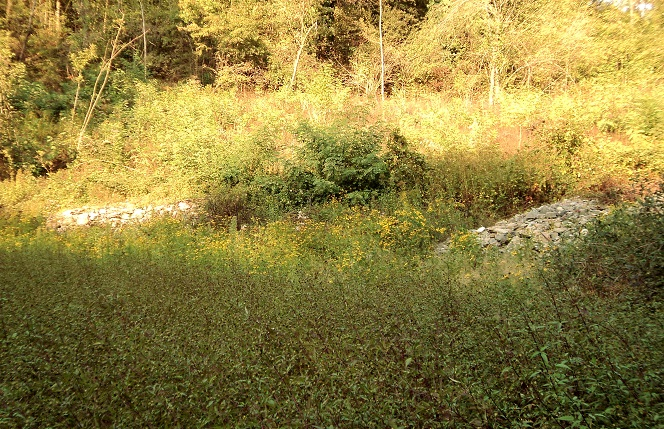
Cava di Purcarel in modalità stagno, dettaglio basamenti lato nord
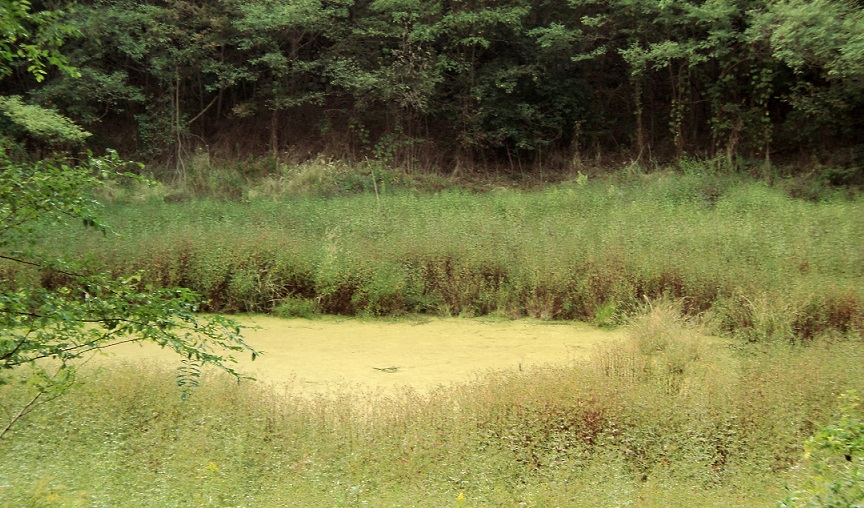
Cava di Purcarel in modalità stagno, vista da sud-est
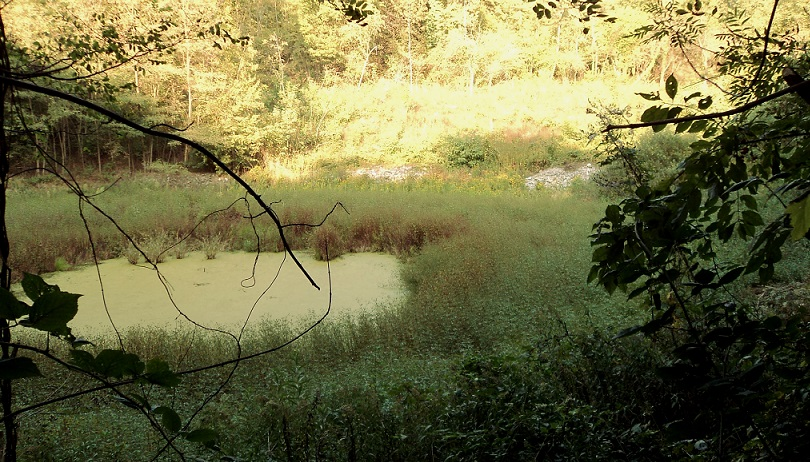
Cava di Purcarel in modalità stagno, vista da sud
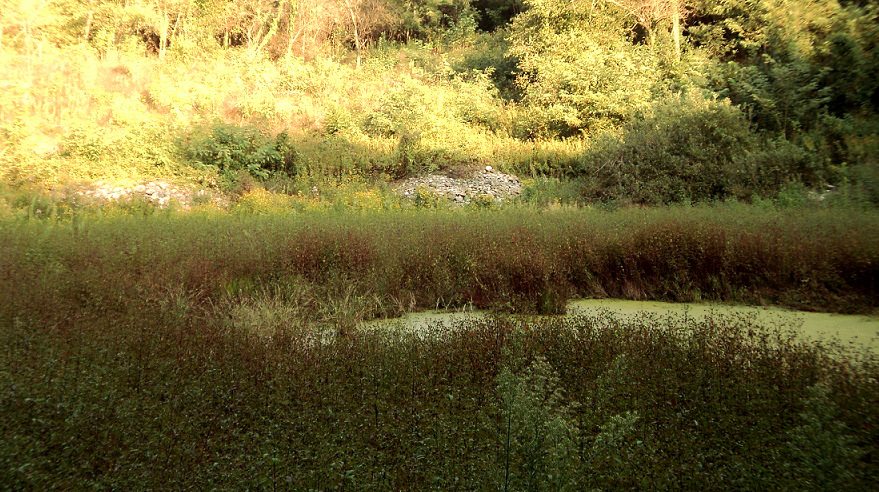
Cava di Purcarel in modalità stagno, dettaglio dei basamenti lato nord-ovest
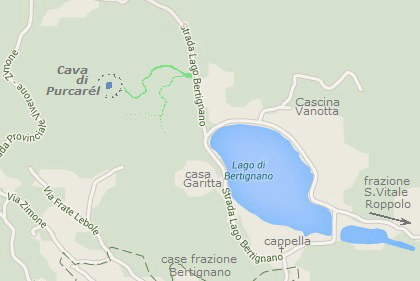
sentiero boschivo per la Cava